# Mirke
Mirke so gručasta vas v Občini Vrhnika, ki stoji ob jugozahodnem robu Ljubljanskega barja tik ob Vrhniki. Je naselje, ki je del Krajevne skupnosti Verd. Obdajata jo izvira Male Ljubljanice v Močilniku in Velike Ljubljanice v Retovju, ki se vzhodno od vasi združita v Ljubljanico. V neposredni bližini se nahaja tudi termalni izvir Furlanove toplice s stalno toplo vodo, kjer je bilo nekoč kopališče. Termalno vodo zdaj črpajo za potrebe ogrevanja industrijskih objektov vrhniške družbe Siliko.
Vas ima razvejeno mrežo poti, brez jasno izraženega središča.